# Colina (khu tự quản)
Colina là một khu tự quản thuộc bang Falcón, Venezuela. Thủ phủ của khu tự quản Colina đóng tại La Vela de Coro. Khự tự quản Colina có diện tích 582 km2, dân số theo điều tra dân số ngày 21 tháng 10 năm 2001 là 32545 người.